# Sybra maculithorax
Sybra maculithorax är en skalbaggsart som beskrevs av Stefan von Breuning 1939. Sybra maculithorax ingår i släktet Sybra och familjen långhorningar. Inga underarter finns listade i Catalogue of Life.